# Emily Steijvers
Emily Steijvers (Heusden-Zolder, 20 januari 2003) is een Belgische voetbalspeelster.
Ze speelt sinds 2020 als middenvelder bij KRC Genk Ladies in de Belgische Super League, het hoogste niveau van het Belgische vrouwenvoetbal.

## Bronmateriaal
1. ↑  Scooore-Super League
2. ↑  HLN-KRC Genk Ladies verplettert Club Brugge met 4-0. Gearchiveerd op 9 juni 2022.
3. ↑  Soccerdonna-Emily Steijvers. Gearchiveerd op 9 juni 2022.